# Костилєва Світлана Олександрівна
Світлáна Олексáндрівна Кóстилєва (нар. 21 вересня 1963, м. Сєвероморськ, Мурманська область, РРФСР, СРСР) — радянський і український історик, доктор історичних наук (2004), професор (2011).
Освіта: Київський державний університет імені Тараса Шевченка (1986); Київський національний лінгвістичний університет (1996); Національний економічний університет (2001); аспірантура (1990), докторантура (2003) Національного технічного університету України «Київський політехнічний інститут».

## Біографічні відомості
Від 1986 року працює у Національному технічному університеті України «Київський політехнічний інститут» (від 2009 року — завідувач кафедри історії).
Досліджує історію становлення та розвитку ЗМІ України новітнього періоду, історико-культурні процеси на українських землях, історію Київського політехнічного інституту.
Голова редакційної колегії фахового видання «Сторінки історії».